# مقاطعة غرانيتي (مونتانا)
مقاطعة غرانيتي (بالإنجليزية: Granite County)‏ هي إحدى مقاطعات ولاية مونتانا في الولايات المتحدة الأمريكية.